# انتخابات الرئاسة الغامبية 2011
انتخابات الرئاسة الغامبية 2011 هي انتخابات رئاسية جرت في 24 نوفمبر 2011، في غامبيا، لانتخاب رئيس غامبيا.
فاز بالانتخابات يحيى جامع.